# Arlindo Barbeitos
Arlindo Barbeitos (* 24. Dezember 1940 in Catete; † 31. März 2021 in Luanda) war ein angolanischer Schriftsteller und Historiker.
1961 ging er aus politischen Gründen ins Exil und hielt sich in Frankreich, Belgien, der Schweiz und Deutschland auf, wo er an der Universität Frankfurt am Main Anthropologie und Soziologie studierte. Er spezialisierte sich auf Ethnologie und wurde Assistent an der Freien Universität Berlin und 1975 nach seiner Rückkehr nach Angola an der Universidade Eduardo Mondlane in Lubango. Später promovierte er in Paris in Geschichte und war später Professor an der Universidade Católica de Angola in Luanda. In seiner Poesie finden sich Reminiszenzen an die traditionelle afrikanische Poetik, die mündliche Überlieferung sowie an chinesische und japanische Dichtung.

## Dichterisches Werk
- Angola Angolê Angolema, 1975, Lissabon, Sá da Costa;
- Nzoji (Sonho), 1979, Lissabon, Sá da Costa;
- Fiapos de Sonho, 1990, Lissabon, Vega;
- Na Leveza do Luar Crescente, 1998, Lissabon, Editorial Caminho.